# イートン・グループ
イートン・グループ（Eton Group）は、イギリスのパブリック・スクールの連合。
加盟校は以下。
- ブライアンストン校（ドーセット州）
- ダリッチ校（ロンドン）
- イートン校（バークシャー州）
- ハイゲイト校（ロンドン）
- キングス・カレッジ・スクール（ロンドン）
- マールボロ校（ウィルトシャー州）
- シャーボーン校（ドーセット州）
- セント・ポールズ校（ロンドン）
- キングス・スクール（ケント州カンタベリー）
- トンブリッジ校（ケント州）
- ユニバーシティ・カレッジ・スクール（ロンドン）
- ウェストミンスター校（ロンドン）